# Masans

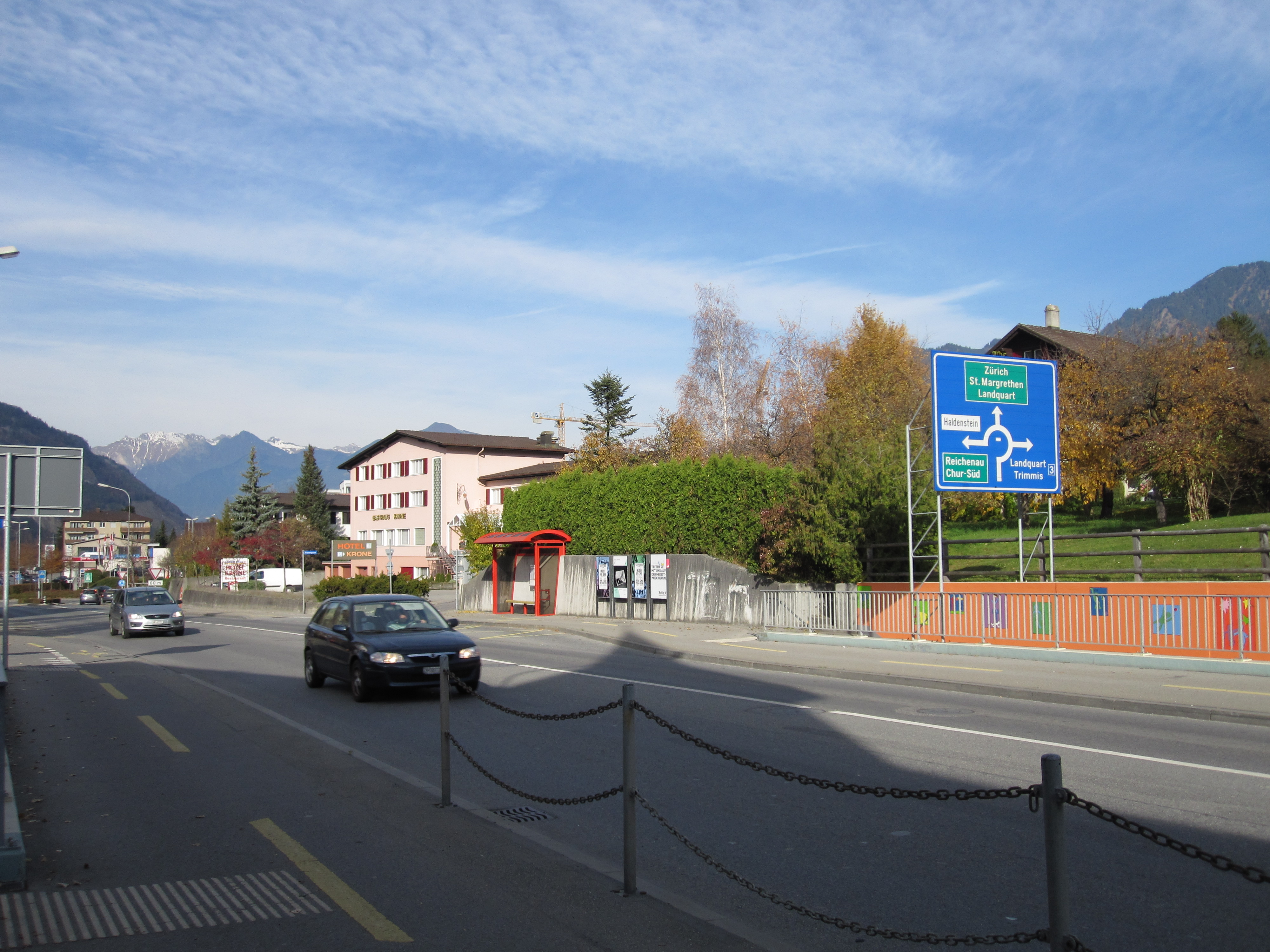
Masans, von der Kirche aus gesehen, vor dem grossen Masanser Kreisel

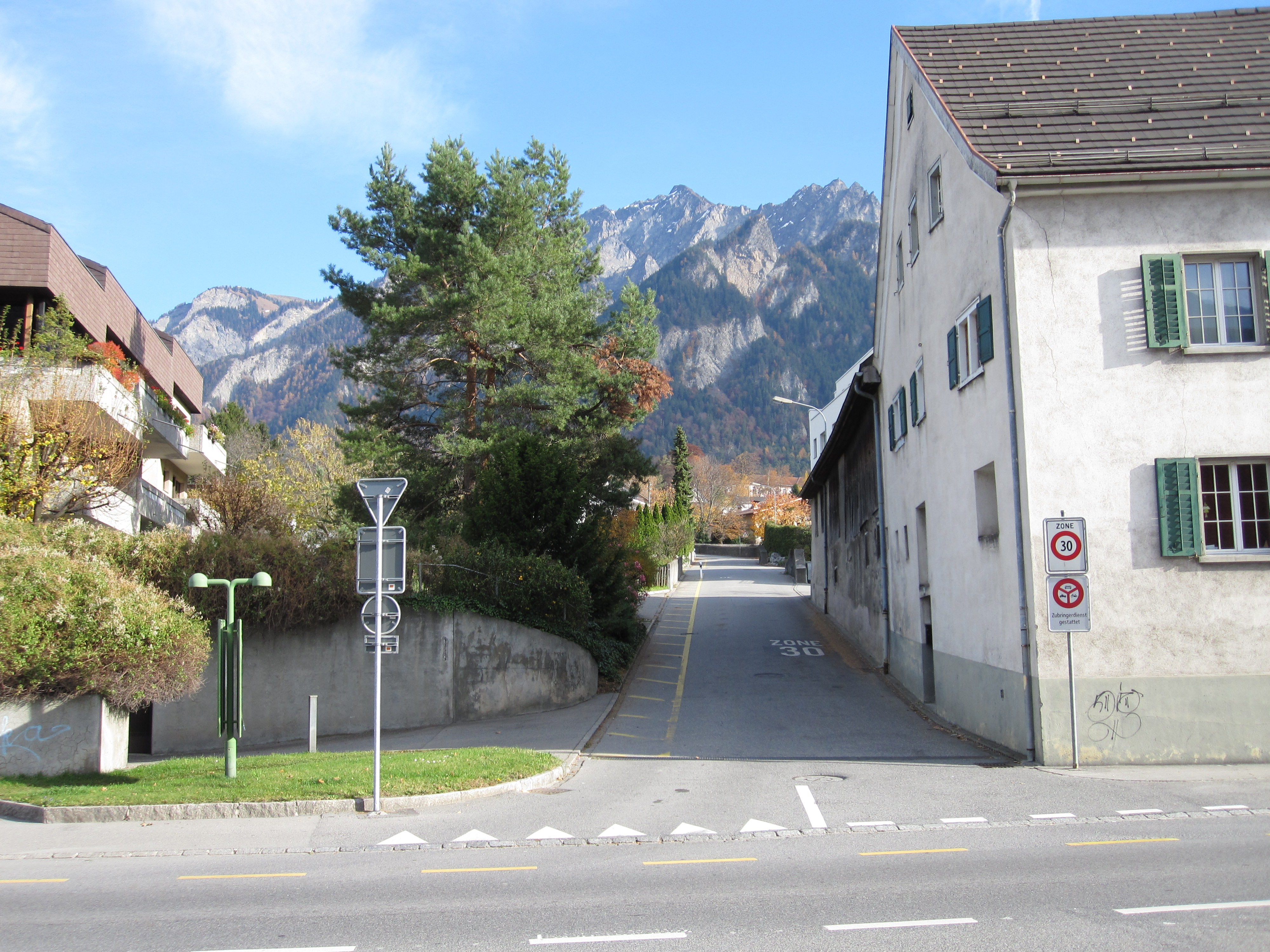
Kirchgasse Masans, die mittlerweile nicht mehr für den freien Verkehr zugängliche ehemalige Verbindungsstrasse von der Masanserstrasse zu den Spitälern

Das Quartier Masans ist ein Ortsteil der Stadt Chur im schweizerischen Kanton Graubünden. 

## Lage
Es ist das bevölkerungsreichste Quartier der Stadt und grenzt an die Quartiere Fürstenwald, Wiesental und Chur City. Masans selbst ist in die Kleinquartiere Vordermasans, Stampagarten, Lürlibad-Vorderloë, Loë, Mittelmasans, Salufer, Schellenberg, Hintermasans, Masans-Masans und Aussermasans unterteilt.
Das Quartier Masans gilt als das Churer Sonnenquartier. Die Kleinquartiere Lürlibad-Vorderloë und Loë gelten als vornehme Wohngegenden.

## Bauwerke
Im Masans stehen die reformierte Kirche Masans, die römisch-katholische Heiligkreuzkirche, die Pädagogische Hochschule Graubünden und die Churer Spitäler. Das Rätische Kantons- und Regionalspital an der Loëstrasse ist das grösste Werk des Neuen Bauens in Chur. 1935 wurden der Zürcher Architekt Fred G. Brun und der Bündner Rudolf Gaberel (1882–1963) mit der Ausführung beauftragt. Der 1938–1941 erstellte Bau wurde in mehreren Etappen zu einer ringförmigen Anlage ausgebaut. 1993–2000 bauten die Architekten Silvia Gmür und Livio Vacchini das neue Bettenhaus.